# Feedly
Feedly是一个RSS聚合器应用程序，支持各种网页浏览器和运行iOS或Android的移动设备，也是一个基于云端的服务。其从各种在线资源聚合用户自定的新闻订阅源，并可与他人分享。Feedly由DevHD于2008年推出。

## 历史
2006年11月，Edwin Khodabakchian共同创办了DevHD。该公司旨在建立一个使用RSS订阅，在线存储且集成社交媒体，连接用户发掘的有趣信息的平台。DevHD的首个产品是Streets，聚合从各种在线资源更新，是Feedly的基础。Feedly对RSS源进行了优化，2008年6月15日首次发布。 其前称 Feeddo，Feedly在增加移动版之前，作为一个浏览器插件存在。
在2013年3月15日，Feedly宣布500,000个新用户在48小时内加入Feedly，主要是受Google阅读器宣布将于2013年7月1日关闭的影响。 在4月2日，新用户总数达到300万。在五月底，这个数字增加到了1200万。

## 网页浏览器扩展
Feedly对包括Google Chrome和Mozilla Firefox在内的众多浏览器有一个扩展。 Feedly集成到Web浏览器，将出现一个可点击的图标，让用户重定向到Feedly的页面，可阅读所有的新闻订阅源。 Feedly宣称扩展有一个简约的，但可定制的界面，并且以杂志方式展示。 用户还可以自定义Feedly的聚合RSS订阅源，可以添加个人喜好。 可以改变接口本身的布局，颜色，订阅源的分类，喜欢的内容和别人的评论。 任意文章可以通过电子邮件，Facebook，Google+，Tumblr，Twitter及其他服务分享。

## Android，iOS应用
Feedly移动应用支持iOS（兼容iPhone，iPad）和Android设备。 所有应用都基于Streets（DevHD的另一个项目）运行，其允许应用在所有版本上使用相同的代码。 在多个平台上运行相同的代码，可以让开发者发布更新快，因为它们只使用一个版本。像它的网站一样，移动应用程序采用简约的界面，模仿杂志传播。然而，不同于浏览器扩展，Feedly应用程序不可以加载一整篇文章，
而会呈现的摘要，并链接到实际的文章。 该移动应用程序上的浏览器是内嵌的，任何Feedly应用程序产生的重定向都会使用内嵌浏览器，而不是打开一个单独的互联网浏览器。 此外，该应用程序能基于用户过去阅读或共享的信息推荐内容。
Feedly的应用程序暂时不支持离线模式，但第三方应用程序提供这样的服务。

## 评价
Feedly收到的评价大多数是积极的。许多人都称赞其简约的设计和个性化的界面。 然而，一些已经发现的服务过于依赖其最少改动的做法，而其他人表示，定制程度可以对首次用户产生足够影响。 在Google阅读器的终止日期，使用Feedly导入Google阅读器的用户开始表示不满，因为Feedly的最新版本损坏或丢失了一些数据。